# Дехканабад (Ферганская область)
Дехканабад (узб. Дехконобод, Dehqonobod) — село в Бувайдинском районе Ферганской области.

## География
Село расположено в центральной части Бувайдинского района, в 4 км к северу от центра городского посёлка Ибрат, в 18 км к востоку от Коканда и в 60 км к северо-западу от Ферганы.

## История
До конца 1950-х годов село было в составе Бувайдинского района Ферганской области. После упразднения Бувайдинского района, село вошло в состав Багдадского района. В 1973 году, после образовании Бувайдинского района, село Дехканабад было включено в состав Бувайдинского района и до сих пор находится в его составе.